# Kurt Wüthrich
Kurt Wüthrich (Aarberg, 4 oktober 1938) is een Zwitsers chemicus. Voor zijn baanbrekende werk aan de structuuropheldering van eiwitten met behulp van kernresonantiespectroscopie (NMR), ontving hij in 2002 de Nobelprijs voor de scheikunde samen met John Fenn en Koichi Tanaka.

## Biografie
Wüthrich werd geboren in het Zwitsere Aarberg als zoon van de accountant Hermann Wüthrich en Getrud Würhrich-Kuchen. Hij studeerde na het afsluiten van het gymnasium van 1957 tot 1962 chemie, natuurkunde en wiskunde aan de universiteit van Bern. Hij promoveerde in 1964 aan de universiteit van Bazel in de groep van Silvio Fallab op onderzoek naar de katalytische activiteit van koper complexen in auto-oxidatie reacties.
Vervolgens werkte hij als post-doc aan de Universiteit van Californië in Berkeley bij Robert E. Connick en bij Bell Laboratories in Murray Hill (New Jersey). In 1969 keerde hij terug naar Zwitserland en kreeg een positie aan de ETH te Zürich, waar hij zijn onderzoek voortzette. Daar werd hij uiteindelijk naar verschillende posities bekleed te hebben hoogleraar voor bio-fysica in 1980.

## Werk
In Berkeley kwam Wüthrich in aanraking met kernspinresonantie (NMR), in de jaren zestig een opkomende technologie in de scheikunde. Hij ontwikkelde een NMR-methode voor het bepalen van de driedimensionale structuur van proteïnes en nucleïnezuren in een kunstmatige vloeistof die sterk leek op de condities die ook in levende cellen voorkomen. Samen met zijn collega's (waaronder Nobellaureaat Richard Ernst) bepaalde hij met deze methode de structuur van prioneiwitten van talrijke soorten en van peptidylprolyl isomerase A (PPIA), een regulerend gen bij mensen en andere zoogdieren. Voor dit baandoorbrekende werk werd hem in 2002, samen met Fenn en Tanake, de Nobelprijs voor de scheikunde toegekend. Eerder als mocht hij al de Louisa Gross Horwitz Prize (1991) en de Kyotoprijs (1998) in ontvangst nemen.
1901: Van 't Hoff ·
1902: E. Fischer ·
1903: Arrhenius ·
1904: Ramsay ·
1905: Baeyer ·
1906: Moissan ·
1907: Buchner ·
1908: Rutherford ·
1909: Ostwald ·
1910: Wallach ·
1911: Curie ·
1912: Grignard, Sabatier ·
1913: Werner ·
1914: Richards ·
1915: Willstätter ·
1918: Haber ·
1920: Nernst ·
1921: Soddy ·
1922: Aston ·
1923: Pregl ·
1925: Zsigmondy ·
1926: Svedberg ·
1927: Wieland ·
1928: Windaus ·
1929: Harden, Euler-Chelpin ·
1930: H. Fischer · 
1931: Bosch, Bergius ·
1932: Langmuir ·
1934: Urey ·
1935: F. Joliot-Curie, I. Joliot-Curie ·
1936: Debye ·
1937: Haworth, Karrer ·
1938: Kuhn ·
1939: Butenandt, Ružička ·
1943: Hevesy · 
1944: Hahn ·
1945: Virtanen ·
1946: Sumner, Northrop, Stanley ·
1947: Robinson · 
1948: Tiselius · 
1949: Giauque ·
1950: Diels, Alder ·
1951: McMillan, Seaborg ·
1952: Martin, Synge ·
1953: Staudinger ·
1954: Pauling ·
1955: Vigneaud ·
1956: Hinshelwood, Semjonov ·
1957: Todd ·
1958: Sanger ·
1959: Heyrovský ·
1960: Libby ·
1961: Calvin ·
1962: Perutz, Kendrew ·
1963: Ziegler, Natta ·
1964: Hodgkin ·
1965: Woodward ·
1966: Mulliken ·
1967: Eigen, Norrish, Porter ·
1968: Onsager ·
1969: Barton, Hassel ·
1970: Leloir ·
1971: Herzberg ·
1972: Anfinsen, Moore, Stein · 
1973: E.O. Fischer, Wilkinson · 
1974: Flory ·
1975: Cornforth, Prelog ·
1976: Lipscomb ·
1977: Prigogine · 
1978: Mitchell ·
1979: Brown, Wittig ·
1980: Berg, Gilbert, Sanger ·
1981: Fukui, Hoffmann ·
1982: Klug ·
1983: Taube ·
1984: Merrifield ·
1985: Hauptman, Karle ·
1986: Herschbach, Lee, Polanyi ·
1987: Cram, Lehn, Pedersen ·
1988: Deisenhofer, Huber, Michel ·
1989: Altman, Cech ·
1990: Corey ·
1991: Ernst ·
1992: Marcus ·
1993: Mullis, Smith ·
1994: Olah ·
1995: Crutzen, Molina, Rowland ·
1996: Curl, Kroto, Smalley ·
1997: Boyer, Walker, Skou ·
1998: Kohn, Pople ·
1999: Zewail ·
2000: Heeger, MacDiarmid, Shirakawa ·
2001: Knowles, Noyori, Sharpless ·
2002: Fenn, Tanaka, Wüthrich ·
2003: Agre, MacKinnon ·
2004: Ciechanover, Hershko, Rose ·
2005: Grubbs, Schrock, Chauvin ·
2006: Kornberg ·
2007: Ertl ·
2008: Shimomura, Chalfie, Tsien ·
2009: Steitz, Yonath, Ramakrishnan ·
2010: Heck, Negishi, Suzuki ·
2011: Shechtman ·
2012: Kobilka, Lefkowitz ·
2013: Karplus, Levitt, Warshel ·
2014: Betzig, Hell, Moerner ·
2015: Lindahl, Modrich, Sancar ·
2016: Sauvage, Stoddart, Feringa ·
2017: Dubochet, Frank, Henderson · 
2018: Arnold, Winter, Smith ·   
2019: Goodenough, Whittingham, Yoshino ·
2020: Charpentier, Doudna ·
2021: List, MacMillan ·
2022: Bertozzi, Meldal, Sharpless ·
2023: Bawendi, Brus, Jekimov ·
2024: Baker, Hassabis, Jumper